# Нерелігійність
Нерелігійність (з фр. irréligieux — безбожжя, відсутність релігії) — відсутність релігійних переконань, байдужість до релігії, неприйняття або ворожість щодо неї.

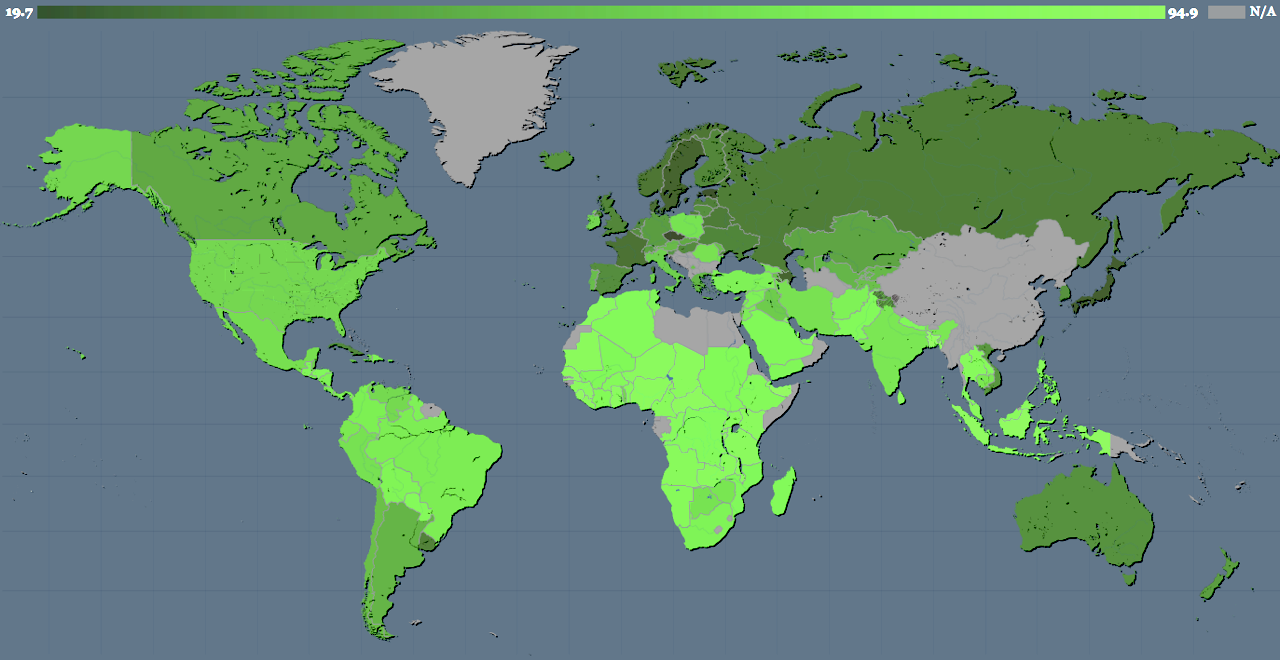
Індекс релігійності, Інститут Ґеллапа (2009). На карті світлим кольором позначені території з великою кількістю людей з релігійними та темним кольором з нерелігійними переконаннями

Нерелігійність може охоплювати деякі форми теїзму в залежності від релігійного контексту, проти якого вони спрямовані; наприклад, у Європі XVIII століття втіленням іррелігійності був деїзм.
За даними дослідження, яке проводилося у 2012 році в цілому по 230 країнах та територіях центром «Pew Research 2012», лише 16 % населення світу не пов'язані з релігією. Згідно з їхніми прогнозами, нерелігійні люди, хоч їхня кількість тимчасово зростає, в кінцевому підсумку суттєво знизяться до 2050 року через зниження показників відтворення та старіння.

## Види нерелігійності
- Світський гуманізм охоплює людський розум, етику, соціальну справедливість та філософський натуралізм, одночасно відхиляючи релігійну догму, надприродність, псевдонауку та забобони як основи моралі та прийняття рішень. Світський гуманізм стверджує, що люди здатні бути етичними та моральними без релігії чи бога.

- Вільнодумство вважає, що позиції щодо істини повинні формуватися на засадах логіки, розуму та емпіризму, а не авторитету, традиції, одкровення та інших догм. Зокрема, вільна думка сильно пов'язана з відмовою від традиційних релігійних переконань.

- «Духовні, але не релігійні» люди часто полемізують з організованою релігією та не бачать її як єдиний або найцінніший засобу духовного росту.

- Теологічний нонкогнітивізм має аргументом те, що релігійна мова — зокрема, такі слова, як «Бог» — не є когнітивно значимими. Іноді він вважається синонімом ігностицизму.

- Антирелігійність проти релігії будь-якого виду. Вона може бути опозицією до організованої релігії, релігійних практик, релігійних установ або конкретних форм надприродного богослужіння або практики, організованим чи ні.

## Демографія

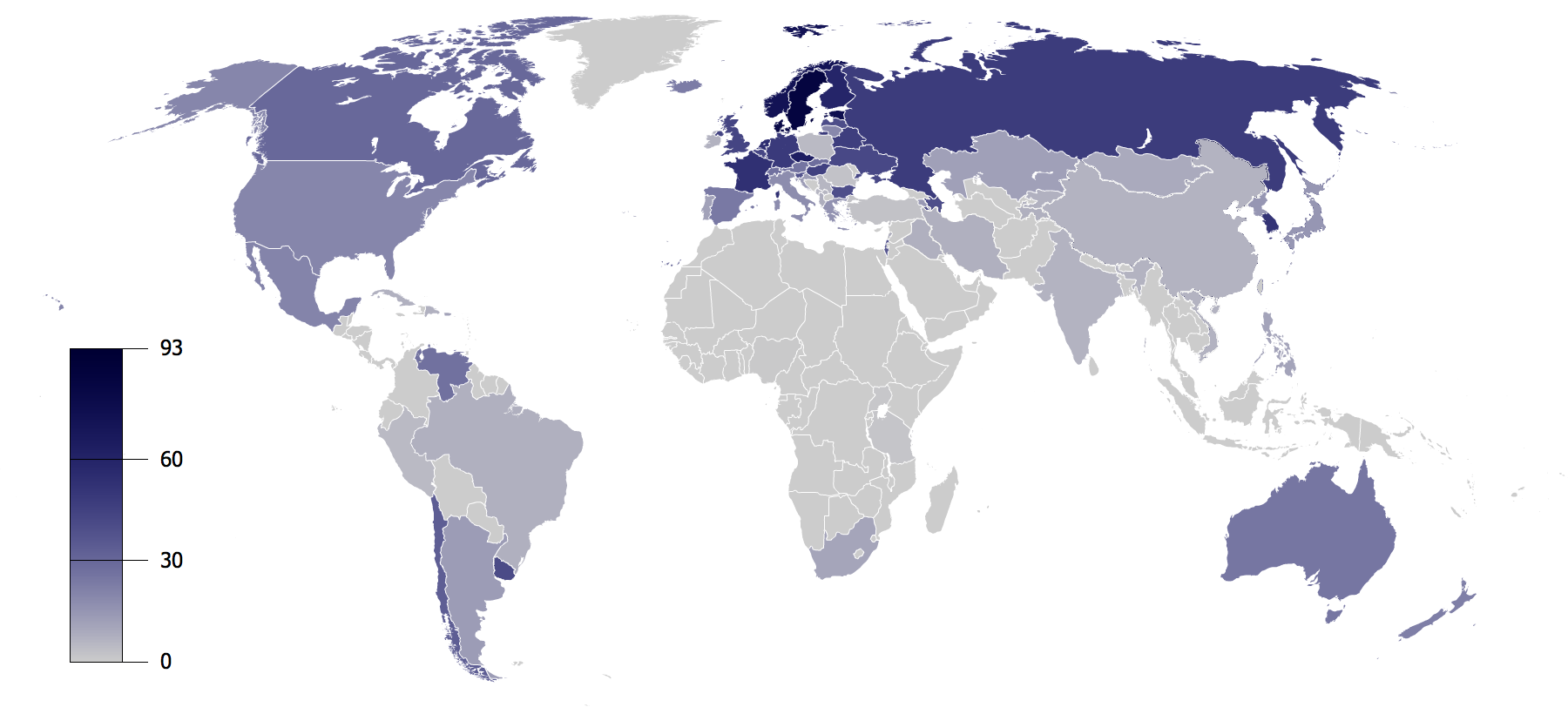
Розподіл нерелігійного населення у світі у відсоттковому відношенні за даннимм Dentsu Institute (2006) та Zuckerman (2005)

У наведених нижче таблицях порядку зменшення показана частка нерелігійної частини населення країн. Хоча в перших 12 перерахованих країн більшість населення нерелігійне, це не означає, що більшість населення цих країн не належить до будь-якої релігійної групи. Наприклад, 60,7 % населення Швеції належить до лютеранської церкви.
| Країна          | Чисельність нерелігійного населення, % | Джерело              |
| Естонія         | 75,7                                   | [ 9 ]                |
| Азербайджан     | 74                                     | [ 10 ]               |
| Швеція          | 46 — 85 (у средньому 65,5)             | [ 11 ]               |
| Чехія           | 64,3                                   | [ 9 ]                |
| КНДР            | 64,3                                   | [ 12 ]               |
| В'єтнам         | 46,1 — 81 (у средньому 63,55)          | [ 9 ] [ 11 ]         |
| Данія           | 43 — 80 (в средньому 61,5)             | [ 11 ]               |
| Албанія         | 60                                     | [ 13 ] [ 14 ] [ 15 ] |
| Німеччина       | 59                                     | [ 16 ]               |
| Велика Британія | 39 — 65 (у средньому 52)               | [ 17 ]               |
| Японія          | 51,8                                   | [ 9 ]                |
| Китай           | 8 — 93 (у средньому 50,5)              | [ 9 ] [ 11 ] [ 18 ]  |
| Франція         | 43 — 54 (у средньому 48,5)             | [ 11 ]               |
| Росія           | 48,1                                   | [ 9 ]                |
| Білорусь        | 47,8                                   | [ 9 ]                |
| Угорщина        | 42,6                                   | [ 9 ]                |
| Україна         | 42,4                                   | [ 9 ]                |
| Нова Зеландія   | 41, 9                                  | [ 19 ]               |
| Нідерланди      | 39 — 44 (у средньому 41,5)             | [ 11 ]               |
| Латвія          | 40,6                                   | [ 9 ]                |
| Бельгія         | 35,4                                   | [ 9 ]                |
| Чилі            | 33,8                                   | [ 9 ]                |
| Люксембург      | 29,9                                   | [ 9 ]                |
| Словенія        | 29,9                                   | [ 9 ]                |
| Венесуела       | 27,0                                   | [ 9 ]                |
| Іспанія         | 23,3                                   | [ 20 ]               |
| Словаччина      | 23,1                                   | [ 9 ]                |
| Мексика         | 20,5                                   | [ 9 ]                |

| Країна      | Чисельність нерелігійного населення, % | Джерело |
| Литва       | 19,4                                   | [ 9 ]   |
| Австралія   | 18,7                                   | [ 21 ]  |
| Італія      | 17,8                                   | [ 9 ]   |
| Канада      | 16,2                                   | [ 22 ]  |
| США         | 16,1                                   | [ 23 ]  |
| Аргентина   | 16,0                                   | [ 24 ]  |
| ПАР         | 15,1                                   | [ 25 ]  |
| Хорватія    | 13,2                                   | [ 9 ]   |
| Австрія     | 12,2                                   | [ 9 ]   |
| Фінляндія   | 11,7                                   | [ 9 ]   |
| Португалія  | 11,4                                   | [ 9 ]   |
| Пуерто-Рико | 11,1                                   | [ 9 ]   |
| Болгарія    | 11,1                                   | [ 9 ]   |
| Філіппіни   | 10,9                                   | [ 9 ]   |
| Індія       | 6,6                                    | [ 9 ]   |
| Сербія      | 5,8                                    | [ 9 ]   |
| Перу        | 4,7                                    | [ 9 ]   |
| Польща      | 4,6                                    | [ 9 ]   |
| Ірландія    | 6,0                                    | [ 26 ]  |
| Ісландія    | 4,3                                    | [ 9 ]   |
| Греція      | 4,0                                    | [ 9 ]   |
| Туреччина   | 2,5                                    | [ 9 ]   |
| Румунія     | 2,4                                    | [ 9 ]   |
| Танзанія    | 1,7                                    | [ 9 ]   |
| Мальта      | 1,3                                    | [ 9 ]   |
| Іран        | 1,1                                    | [ 9 ]   |
| Уганда      | 1,1                                    | [ 9 ]   |
| Нігерія     | 0,7                                    | [ 9 ]   |
| Бангладеш   | 0,1                                    | [ 9 ]   |